# Orden de familia de Jorge IV
La Real Orden de familia de Jorge IV (Royal Family Order of George IV) fue una distinción otorgada por este monarca británico a distintas damas, en su mayoría princesas de su familia.

## Historia

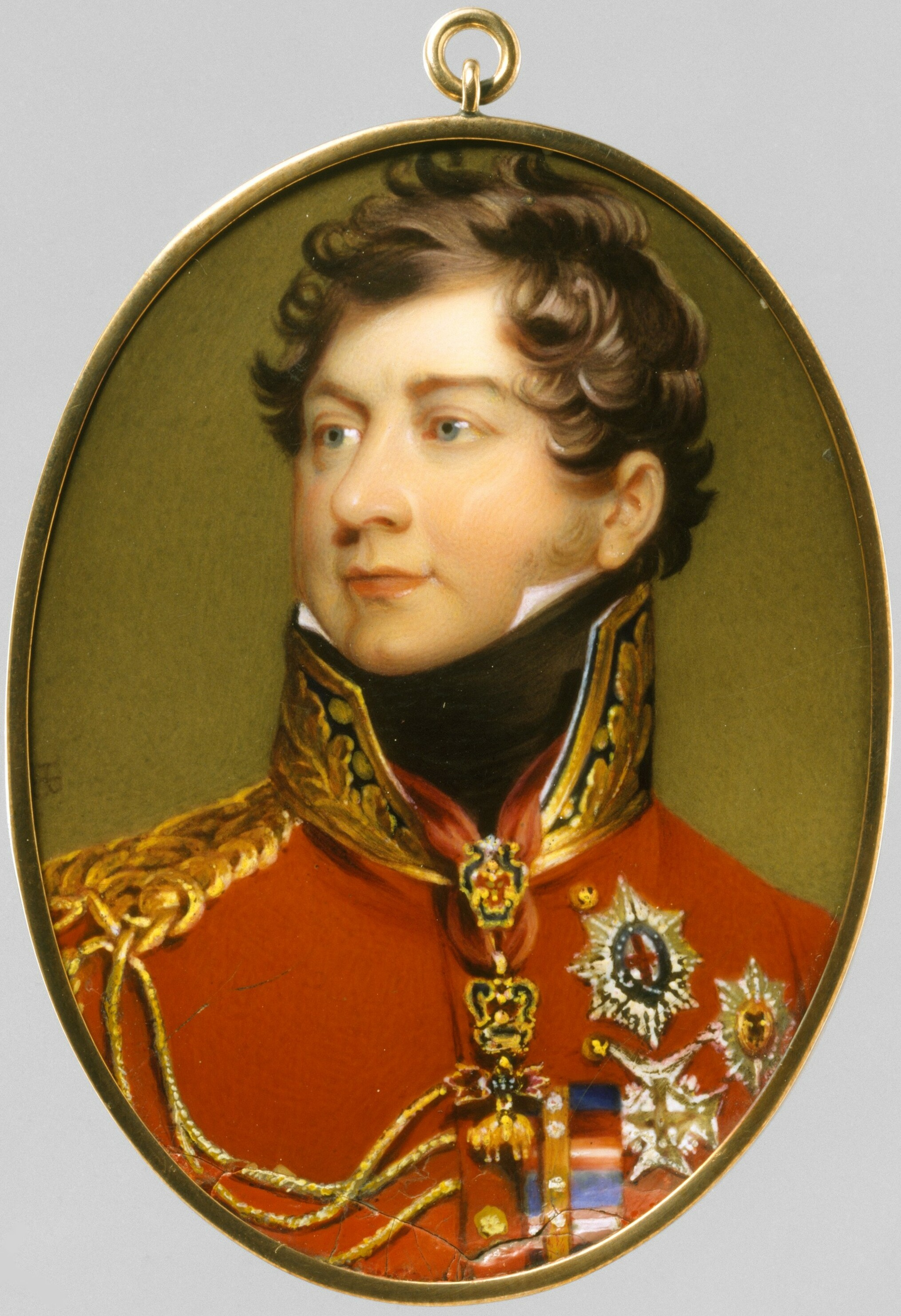
Miniatura ovalada representado a Jorge, todavía príncipe regente, por Henry Bone a partir de Thomas Lawrence. Las miniaturas de las insignias de la orden eran similares a esta.

Tras el final de las Guerras napoleónicas y siendo príncipe regente, Jorge había entregado dos retratos en miniatura guarnecidos de diamantes a los generales Platov (ruso) y Blücher (prusiano), que se prendían al pecho prendidos de una cinta de seda azul. Parece ser que el Príncipe Regente siguió en esto la tradición de Alejandro I de Rusia que otorgaba a algunos generales su miniatura montada en diamantes para que la llevaran del pecho prendida de un lazo azul.
Posteriormente, Jorge ascendió al trono en 1818, tras la muerte de su padre, Jorge III. Desde entonces y hasta su muerte en 1830, otorgó a distintas damas, principalmente miembros de su familia, esta distinción informal y que por tratarse de una miniatura del soberano, se consideraba una muestra de favor personal. Como en el caso del resto de las conocidas como órdenes de familia, es complicado conocer sus miembros por su carácter informal. En la mayor parte de los casos se conoce la pertenencia a estas órdenes por fuentes documentales indirectas, o porque sus miembros las portan de forma pública.
Las personas que se conoce que recibieron esta distinción fueron:
- Carlota, hermana de Jorge IV y casada con el rey Federico I de Wurtemberg;[3]
- Sofía, hermana de Jorge IV;
- Augusta, cuñada de Jorge IV por su matrimonio con su hermano Adolfo de Cambridge.[4]
- el 24 de mayo de 1823, Victoria, sobrina de Jorge IV, hija de su hermano Eduardo, duque de Kent, después reina del Reino Unido.[Nota 1][5][6][7]
- Augusta, sobrina de Jorge IV, hija de su hermano Adolfo, duque de Cambridge y después casada con el gran duque Federico Guillermo de Mecklemburgo-Schwerin.[8]
- la princesa Dorothea Lieven (nacida baronesa Dorothea von Benckendorff) (1785-1857), dama rusa de origen germánico, amiga de Jorge IV y personaje de intensa influencia en los círculos políticos y diplomáticos europeos desde principios del siglo XIX hasta su muerte.[5]

Con posterioridad a Jorge IV los monarcas británicos continuarían la tradición de otorgar insignias con sus retratos, principalmente a princesas de su familia en las que serán conocidas como órdenes de familia británicas (Royal Family Orders).

## Descripción

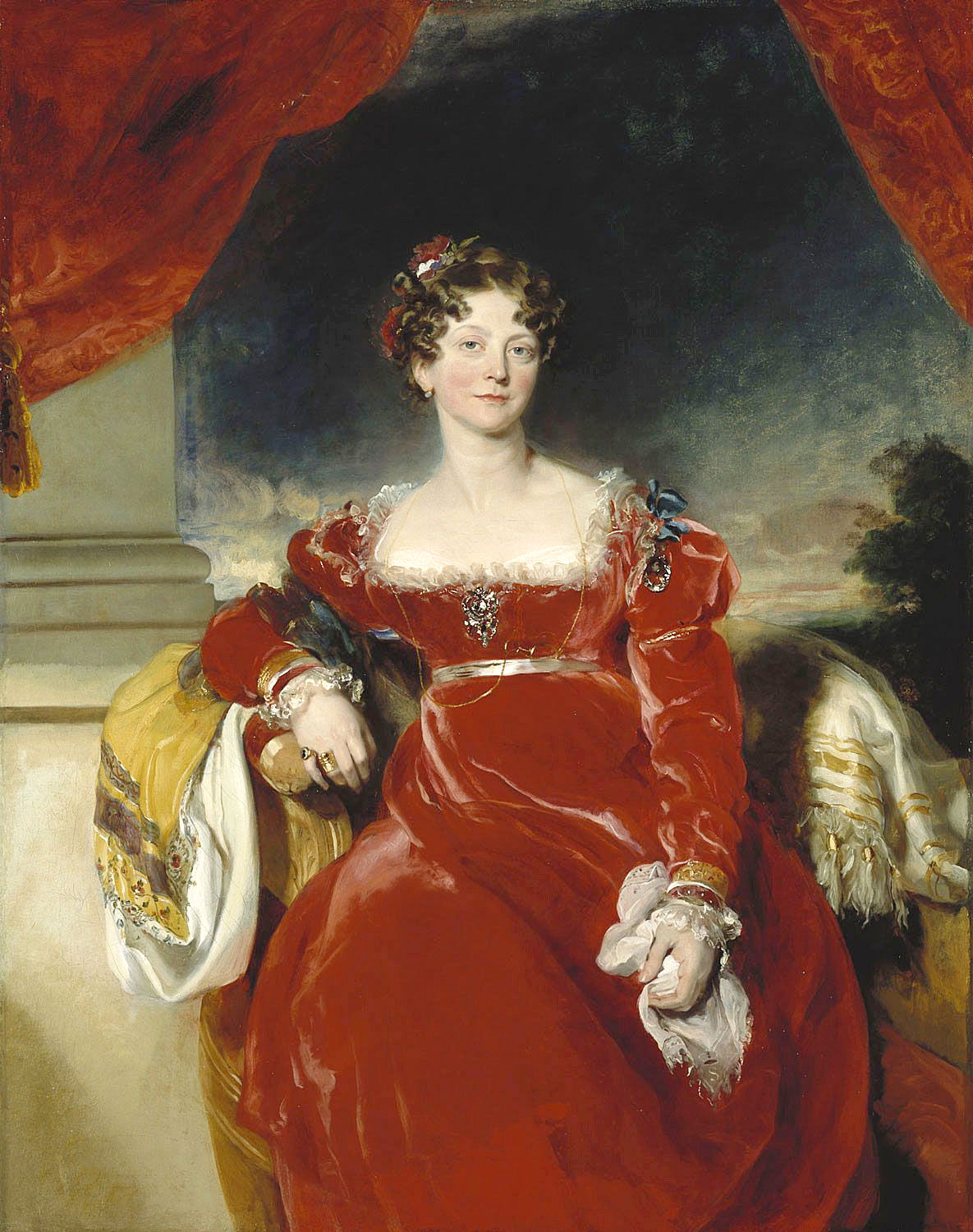
La hermana de Jorge IV, Sofía retratada con la insignia de la orden, por Thomas Lawrence (c. 1825)

La distinción se componía de una miniatura de Jorge IV, ricamente guarnecida en diamantes y coronada por una corona real inglesa en diamantes, con el forro representado en esmalte rojo. Estas miniaturas eran copias del busto del retrato realizado por Thomas Lawrence en 1814 cuando Jorge era aún príncipe regente, debido a la incapacidad de su padre. La forma de la guarnición en diamantes es distinta en cada una de las insignias conservadas. El reverso de la miniatura era dorado con las cifras de Jorge IV (Georgius Rex) coronadas.
La miniatura guarnecida se suspendía de un lazo por encima de la corona. El tamaño del lazo podía variar según la mayor o menor solemnidad de las ocasiones en que se llevaba. La cinta era de seda azul muy claro.

## Galería

Ejemplos de retratos con las insignias de la orden
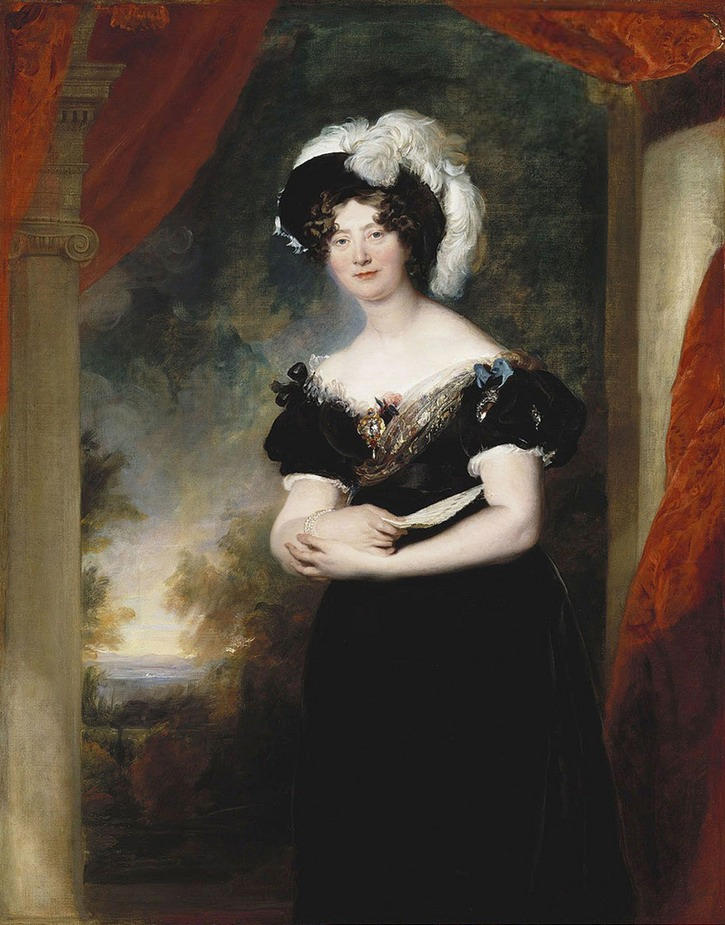
María del Reino Unido, hermana de Jorge IV, por Thomas Lawrence (c. 1824)
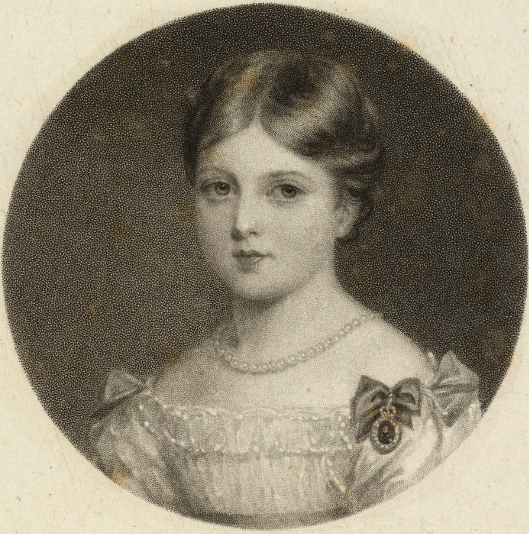
La princesa Victoria de Kent (futura reina Victoria), niña.

### Individuales
1. 1 2 3  Vickers, Hugo (1994). «The Royal Family Orders». Royal orders (en inglés). Boxtree. p. 145. ISBN 978-1-85283-510-1. Consultado el 3 de agosto de 2022.
2. 1 2  Greville, James (2014). «Robert Henderson (1826–1904) and the Family Order of King Edward VII». The British Art Journal 15 (2): 93-102. ISSN 1467-2006. Consultado el 3 de agosto de 2022.
3. ↑  «RCIN 441442 - Family Order of King George IV. Badge. Originally belonged to Charlotte, Queen of Württemberg». Royal Collection (en inglés). Consultado el 3 de agosto de 2022.
4. ↑  «RCIN 441443 - Family Order of King George IV. Badge. Originally belonged to Princess Augusta, Duchess of Cambridge c.1820-30». Royal Collection (en inglés). Consultado el 3 de agosto de 2022.
5. 1 2 3  Creston, Dormer (1952). «Captain Conroy has his designs». The youthful Queen Victoria (en inglés). Nueva York: Putnam. p. 112. Consultado el 3 de agosto de 2022.
6. ↑  Plowden, Alison (2010). «Le Roi George in Petticoats». The young Victoria (en inglés). Stroud: History Press. p. 64. ISBN 978-0-7509-4699-5. Consultado el 3 de agosto de 2022.
7. ↑  Baynes, Dorothy Julia (1952). The Youthful Queen Victoria: A Discursive Narrative (en inglés). Macmillan. p. 126. Consultado el 3 de agosto de 2022.
8. ↑  «RCIN 441444 - Family order of King George IV. Badge. Belonged to Grand Duchess Augusta of Mecklenburg-Strelitz c.1820-30». Royal Collection. Consultado el 3 de agosto de 2022.
9. ↑  Robertson, Megan C. «United Kingdom: The Royal Family Orders». www.medals.org.uk. Consultado el 4 de agosto de 2022.
10. ↑  «Badge of the Order of Victoria and Albert (third class)». Royal Collection. Consultado el 13 de noviembre de 2020.
11. ↑  Whitaker, Joseph (1848). An Almanack for the Year of Our Lord ... (en inglés). J. Whitaker. Consultado el 25 de junio de 2019.
12. ↑  «Badge of the Order of Victoria and Albert (first class) c. 1860-2». Royal Collection. Consultado el 13 de noviembre de 2020.
13. ↑  «Family Order of King Edward VII c.1901-10». Royal Collection. Consultado el 13 de noviembre de 2020.
14. ↑  «Family Order of Queen Alexandra 1902». Royal Collection. Consultado el 13 de noviembre de 2020.

- Datos: Q3885440
- Multimedia: Royal Family Order of George IV / Q3885440